# Cadolla
Cadolla es un pueblo del municipio de Senterada, en el Pallars Jussá, provincia de Lérida. Está situado al oeste del término municipal, muy cerca del límite con el Pont de Suert y, por tanto, con la comarca de la Alta Ribagorza. De hecho, el río de Cadolla, afluente secundario del Flamisell a través del río Bossa, se origina dentro del actual término municipal de El Pont de Suert.

## Descripción
El pueblo de Cadolla está situado al fondo del valle del río del mismo nombre, y es accesible por una pista que sale de la que conduce a Naens, El Burguet y Cérvoles y llega a Cadolla en unos seis kilómetros desde Senterada.
Su iglesia, sufragánea de San Esteban de Naens, está dedicada a la Presentación de la Virgen. Como aquella parroquia, pertenece al obispado de Lérida.
En Cadolla hay dos dólmenes: el de Mas Pallarès y el de la Casa Encantada, excavados por el Seminario de Prehistoria de la Universidad de Barcelona. El Dolmen de la Casa Encantada está en la Sierra de Pinyana, a 1.396,3 m de altitud, en el lugar de encuentro de la Sierra de Comillini, ponente, y el Serrat de les Bordes, a levante. Está a 1,5 km al nornoroeste de Cadolla, en línea recta. El dolmen se encuentra dentro del término de Senterada, pero casi al límite con el de Sarroca de Bellera.

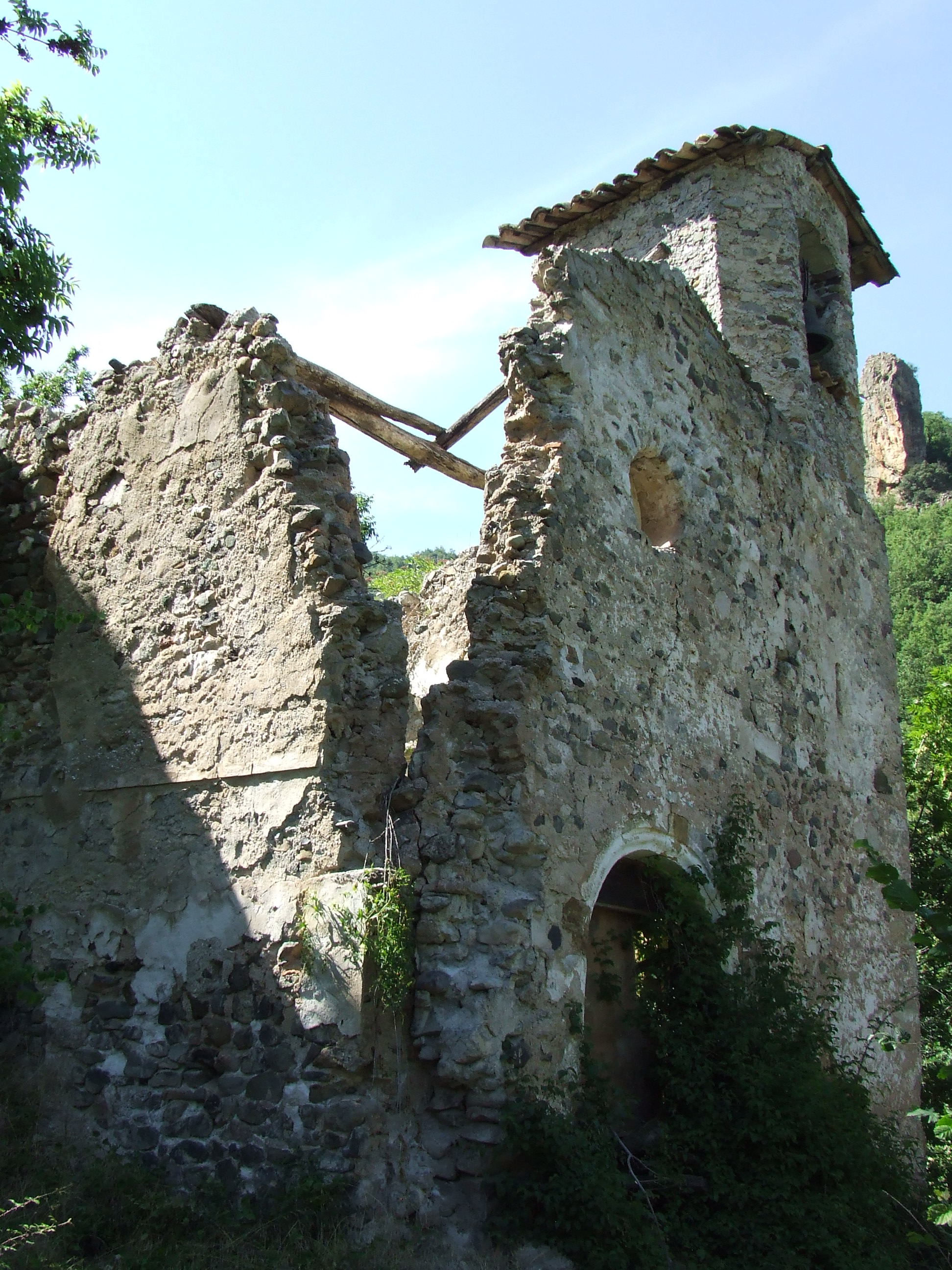
Iglesia de la Presentación de Nuestra Señora.

## Etimología
Una Cadolla es un hoyo lleno de agua abierta en una roca, tal vez sobre una base latina vulgar o de origen incierto catulla. Según Joan Coromines (op. cit.) es un topónimo con más presencias en las tierras de habla catalana, pero la mayoría son en torrentes o barrancos, lugares donde las aguas forman fácilmente cadolles en las rocas por donde pasa el curso de agua. Cabe recordar que Cadolla está en el fondo del valle de un río pirenaico donde, precisamente, el agua forma muchas.

## Historia
Cadolla y la Cuadra de Miravet habían formado ayuntamiento propio en 1812, con la promulgación de la Constitución de Cádiz y la reorganización territorial que se derivó, pero fueron agrupadas en Senterada en febrero del 1847, al no reunir los 30 vecinos (fines de familia) necesarios para mantener la independencia municipal. Actualmente, la Cuadra de Miravet no es más que un topónimo, ya que no queda nada de sus edificaciones.
El pueblo se componía de una decena de casas, la mayor parte de las cuales están abandonadas y en ruinas: casa de Fierro, la Mola, ca del Santo y ca de Joanet más arriba y levante del pueblo, Montpea at unos 400 metros al sureste del pueblo, encima de una colina, ca del Gravat, casi desaparecida, unos 600 metros al noreste, etcétera.
En una relación de 1831, Cadolla y la Cuadra de Miravet salen mencionados con 63 habitantes. La Cuadra de Miravet estaba a la derecha del río de Cadolla, en la parte media y baja de su curso, al noreste del pueblo de Cadolla.
Pascual Madoz habla de Cadolla en su Diccionario geográfico ... del 1846. Se puede leer que Cadolla y Cuadra de Miravet:

están en una hondonada entre dos barrancos que las defienden de los vientos, el clima es templado y saludable. Tiene 12 casas, alejadas unas de otras (la que más, a un cuarto de hora). Siete de ellas están agrupadas, formando una pequeña plaza, y las otras cinco dispersas. Un barranco porta agua al pueblo, pero su calidad produce «papadas» en los habitantes de Cadolla y la Cuadra de Miravet. Había habido un molino harinero, pero en 1845 ya estaba medio derrumbado. El terreno es quebrado, montañoso y flojo, y produce 150 jornales de trabajo de no mucha ganancia. Se cosechaba trigo, cebada, avena, patatas y legumbres. Se criaban ovejas, que produce bastante lana, y también cabras y bueyes para las labores del campo. Había bosques, con robles, olmos, nogales, manzanos y perales, pero el bosque se utilizaba para labrarlo. Había caza de conejos, perdices, liebres y bastantes lobos. También había canteras de cal y yeso, que se llevaba a vender a la Puebla de Segur. Los arrieros de Tremp y de Aragón importaban vino y aceite, y los vecinos de Cadolla se abastecían del resto en los mercados de la Puebla de Segur. Formaban la población 9 vecinos (cabezas de familia) y 50 almas (habitantes).

Hacia 1900, Ceferí Rocafort (op. cit.) Sitúa a Cadolla 13 edificios con 25 habitantes. En 1981 aún tenía cinco habitantes, que han quedado reducidos a tres en 2005.